# Comisia de Supraveghere a Sistemului de Pensii Private
Comisia de Supraveghere a Sistemului de Pensii Private (CSSPP)  este o autoritate administrativă autonomă de reglementare și supraveghere a sistemului de pensii private din România, aflată sub controlul Parlamentului României, înființată în iunie 2005.
Comisia are ca misiune reglementarea, coordonarea, supravegherea și controlul activității sistemului de pensii private, precum și protejarea intereselor participanților și ale beneficiarilor sistemului de pensii private.
Comisia de Supraveghere a Sistemului de Pensii Private a fost integrată, în aprilie 2013, în Autoritatea de Supraveghere Financiară (ASF), organism care a preluat și prerogativele Comisiei Naționale a Valorilor Mobiliare (CNVM) și Comisiei de Supraveghere a Asigurărilor (CSA).